# Разделно мислене
Разделното мислене (на английски: compartmentalizing) е акт на разделяне на идея или концепция на (понякога повече или по-малко произволни) части и опит да се наложат мисловни процеси, които забраняват опитите да се допуснат тези части да се смесят отново, за да се направят по-прости нещата. Разделното мислене е защитен механизъм, позволяващ на човека да смесва в себе си логически несъвместими нагласи.
Разделното мислене може да доведе до скрита уязвимост у тези, които използват този механизъм като главна защита в социални ситуации. Страдащите от емоционална нестабилност разделят хората само на две групи – добри и лоши. Възможността да приемат, че има и други комбинирани типове хора или простото безразличие, би намалило условията за противопоставяне. Конфликтните индивиди биха се справяли по-лесно като разделят проблема на по-малки части и се справят с всяка част поотделно в съответния контекст.